# Francisco R. Serrano
Francisco Rufino Serrano (Culiacán, 16 augustus 1889 - Huitzilac, 3 oktober 1927) was een Mexicaans politicus, militair en revolutionair.
Serrano sloot zich in 1910 aan bij de Mexicaanse Revolutie aan de zijde van Francisco I. Madero. Na de omverwerping en moord op Madero door Victoriano Huerta koos hij de zijde van de constitutionalisten van Venustiano Carranza en Álvaro Obregón. Serrano werd chef-staf van Obregón en dient naaste vertrouweling. Hij sloot zich in 1920 aan bij het plan van Agua Prieta die leidde tot de val van Carranza en het aantreden van Obregón als president, die Serrano vervolgens tot minister van oorlog benoemde. In 1926 werd hij door de nieuwe president Plutarco Elías Calles benoemd tot gouverneur van het Federaal District.
Toen Obregón in 1927 besloot zich opnieuw verkiesbaar te stellen keerde Serrano zich tegen Obregón. Hij richtte met Arnulfo R. Gómez de Nationale Antiherverkiezingspartij (PNA) op, en voerde zelf campagne voor het presidentschap. Gómez en Serrano haalden fel uit naar Obregón, die ze van corruptie en machtsmisbruik beschuldigden. Op 2 oktober werden Serrano en dertien van zijn aanhangers in de staat Cuernavaca gevangengenomen door generaal Claudio Fox op orders van Obregón die hen ervan beschuldigde een opstand voor te bereiden. De precieze omstandigheden en aanleiding zijn nog altijd onduidelijk, maar bekend is dat zij de volgende dag, op weg naar de gevangenis in Mexico-Stad, allen door de militairen van Fox zijn uitgemoord in het bloedbad van Huitzilac.
- International Standard Name Identifier: 0000 0000 2468 2350
- Library of Congress Control Number: n81078405
- Virtual International Authority File: 30862263
- WorldCat: E39PBJtcGpq8YBr8frgJHxJ7HC